# Морато (футболист)
Фелипе Родригес да Силва (порт.-браз. Felipe Rodrigues da Silva; род. 30 июня 2001, Франсиску-Морату, Сан-Паулу), более известный как Морато (порт.-браз. Morato) — бразильский футболист, защитник клуба «Ноттингем Форест».

## Клубная карьера
Морато — воспитанник клуба «Сан-Паулу». В 2019 году он подписал контракт с лиссабонской «Бенфикой». 21 декабря в поединке Кубка Португалии против «Витории Сетубал» Морато дебютировал за основной состав. 30 апреля 2021 года в матче против «Тондела» он дебютировал в Сангриш лиге.

## Достижения

### Клубные
«Бенфика»
- Чемпион Португалии: 2022/23
- Обладатель Суперкубка Португалии: 2023

### Личные
- Лучший защитник месяца чемпионата Португалии: август 2022